# Polypoetes punctata
Polypoetes punctata är en fjärilsart som beskrevs av Druce 1918. Polypoetes punctata ingår i släktet Polypoetes och familjen tandspinnare. Inga underarter finns listade i Catalogue of Life.